# Fußball-Oberliga Rheinland-Pfalz/Saar

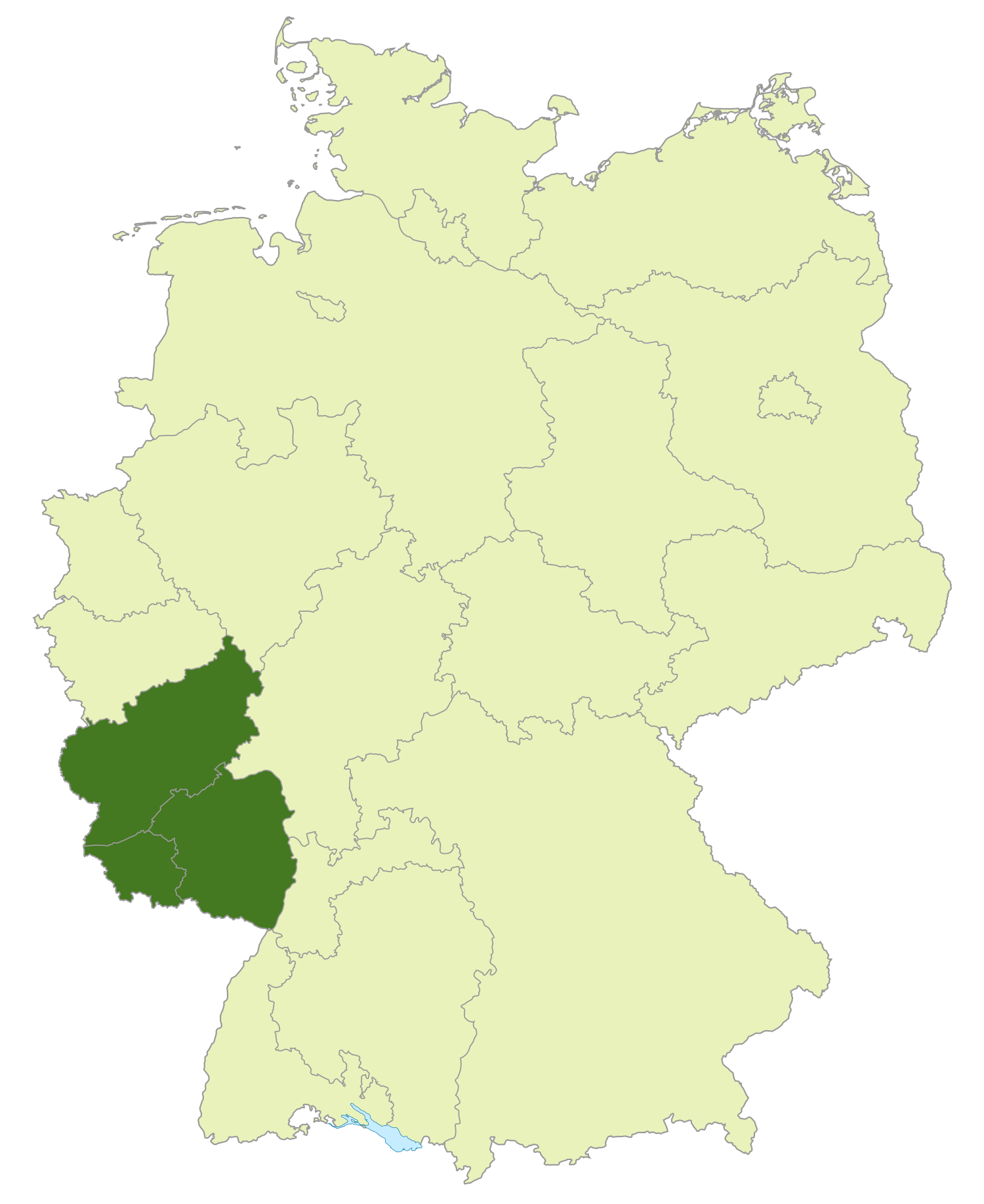
Rheinland-Pfalz och Saarlands läge i Tyskland

Oberliga Rheinland-Pfalz/Saar (före detta Oberliga Südwest), är en tysk regional fotbollsdivision för förbundsländerna Rheinland-Pfalz och Saarland. Det är en av 14 Oberligas och är det femte divisionen i det tyska ligasystemet.